# FC Schaan
El FC Schaan és un club de futbol de Liechtenstein que juga a la ciutat de Schaan. Juga a la lliga suïssa de futbol.

## Palmarès
- Copa de Liechtenstein de futbol: 3
  - 1955, 1963, 1994